# Cílio (citologia)

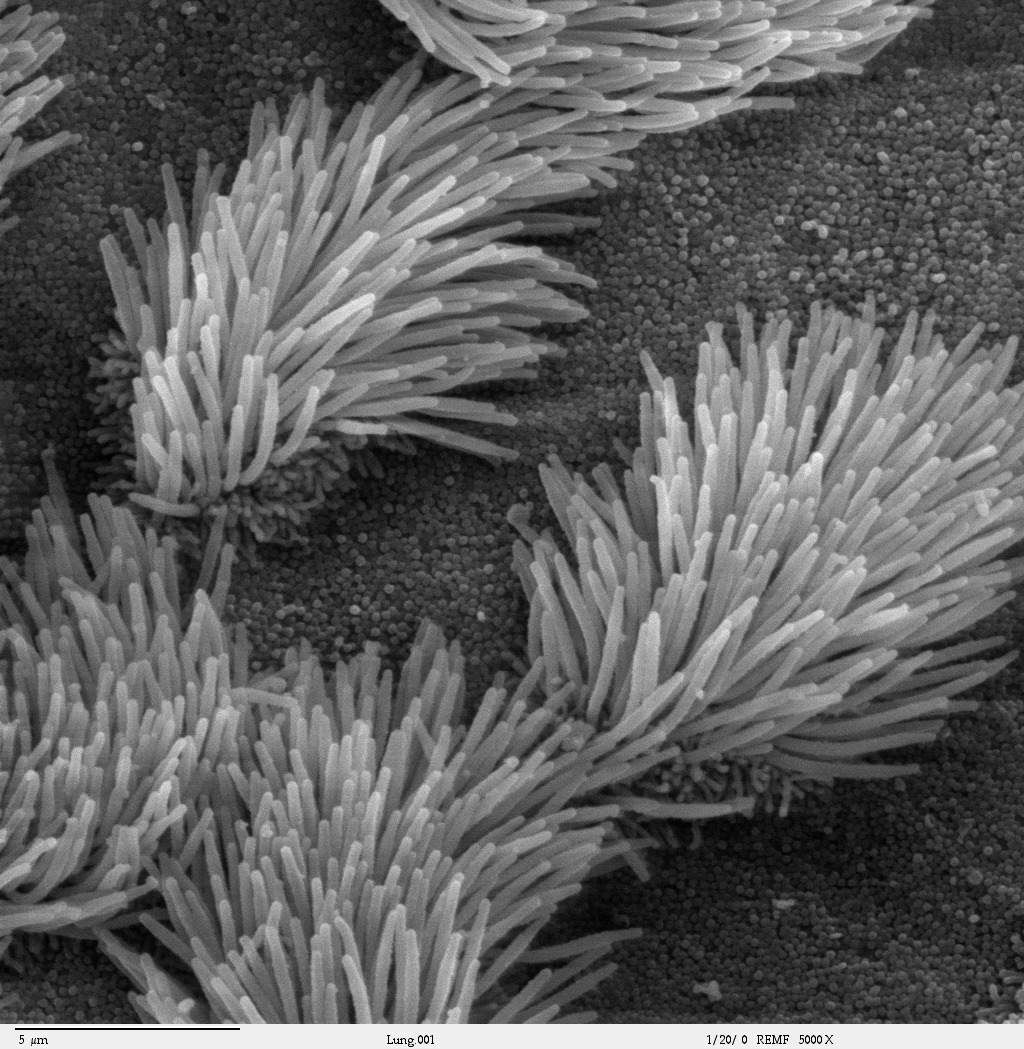
Os cílios vistos por um microscópio

Em citologia, cílios (latim para celha; o plural é cílios) é uma organela encontrada em células eucarióticas. Cílios são protuberâncias finas que projetam um corpo celular muito maior.
Os cílios são estruturalmente idênticos aos flagelos e, por essa razão, estes termos são muitas vezes usados para as mesmas estruturas. No entanto, geralmente usa-se o termo cílios nos casos em que eles são numerosos e curtos.
Os cílios encontram-se em todas as espécies de animais excepto nos artrópodes e nemátodes. São raros nas plantas, mas ocorrem, por exemplo, nas cicadáceas. Os protozoários com cílios (por exemplo, do filo Ciliophora ou ciliados) usam-nos na locomoção ou simplesmente para moverem o líquido em que se encontram.
O ser humano e os outros mamíferos têm células ciliadas no revestimento interno da traqueia e brônquios, que servem para reter muco e poeira que poderiam prejudicar os pulmões, e também nos ovidutos, onde eles ajudam o óvulo a mover-se do ovário para o útero.
Em alguns tecidos, os cílios podem ter função sensorial e até sofrer modificações em sua estrutura. Estes cílios sensoriais são denominados quinocílios e são exemplos de sua ocorrência o epitélio sensorial da mucosa olfativa, o epitélio da retina e aqueles associados com as funções de equilíbrio e audição no ouvido interno, máculas e órgão de Corti, respectivamente.
Cada cílio é formado por uma membrana que protege uma matriz de nove pares de microtúbulos que rodeia um núcleo central de dois microtúbulos. Normalmente chama-se a este tipo de organização uma estrutura 9(2) + 2.

## Estrutura
1. Axonema: constituído por microtúbulos dispostos em pares, que se prolongam do corpo basal. Cada par é composto por um microtúbulo A, com 13 protofilamentos, e um

microtúbulo B, composto por 10 protofilamentos. No caso dos cílios motores, existem 9+2
pares de microtúbulos; no caso dos cílios primários existem 9+0 pares de
microtúbulos. Por esses microtúbulos, ocorre o transporte intraflagelar (IFT), que é
bidirecional, podendo ser anterógrado ou retrógrado. No caso do movimento anterógrado, a
proteína motora mais atuante é a cinesina, com movimento de vesícula do corpo basal para o ápice do cílio. No caso do movimento retrógrado, a proteína motora mais atuante é a dineína, com movimento de vesícula do ápice do cílio para o corpo basal.
1. Corpo basal: constituído por microtúbulos gama-tubulinas, originados pelo centríolo. São

responsáveis por mediar o transporte entre as membranas citoplasmáticas e ciliares, sendo
também ponto de ancoragem do axonema e de início da polimerização dos microtúbulos.
1. Membrana ciliar: membrana plasmática especializada que envolve o axonema.